# Marty Wilford
Marty Wilford (* 17. April 1977 in Cobourg, Ontario) ist ein ehemaliger kanadischer Eishockeyspieler und derzeitiger -trainer, der im Verlauf seiner aktiven Karriere zwischen 1994 und 2011 vorwiegend in der American Hockey League gespielt hat. Seit Juli 2021 fungiert er als Assistenztrainer bei den Buffalo Sabres in der National Hockey League.

## Karriere
Wilford begann seine Karriere 1994 bei den Oshawa Generals in der kanadischen Juniorenliga Ontario Hockey League (OHL). Bereits nach seinem ersten Jahr in der kanadischen Nachwuchsliga wurde der Verteidiger beim NHL Entry Draft 1995 von den Chicago Blackhawks in der sechsten Runde an 149. Stelle ausgewählt, blieb jedoch noch zwei weitere Jahre in der OHL und gewann 1997 mit seinem Team die Meisterschaft. Der Kanadier war zudem punktbester Verteidiger sowie zweitbester Scorer in seinem Team.
In der folgenden Saison unterzeichnete Marty Wilford seinen ersten Profivertrag bei den Chicago Blackhawks, spielte aber zunächst vier Jahre für deren Farmteams Columbus Chill in der East Coast Hockey League (ECHL), Indianapolis Ice und Cleveland Lumberjacks in der International Hockey League (IHL) sowie in der American Hockey League (AHL) für die neu gegründeten Norfolk Admirals. In der Saison 2001/02 transferierten die Blackhawks Wilford zu den Toronto Maple Leafs, wo er im Farmteam St. John’s Maple Leafs spielte. Gegen Ende der Saison wurde der Abwehrspieler erneut Teil eines Wechselgeschäftes, diesmal zu den Nashville Predators, die ihn zunächst bei den Milwaukee Admirals einsetzten. Nach wenigen Spielen wechselte der Kanadier schließlich zu den Hartford Wolf Pack. Die folgenden drei Jahre spielte Wilford wieder bei den Norfolk Admirals, wo er in jeder Spielzeit offensivstärkster Verteidiger wurde und bis heute den Teamrekord für die meisten Assists eines Admirals-Spielers hält. Zur Saison 2005/06 lief der Vertrag des Kanadiers aus, sodass er als Free Agent zu den Manchester Monarchs wechselte. Ein Jahr später schloss sich Wilford den Iowa Stars an.
Zur Saison 2007/08 unterschrieb der Kanadier einen Vertrag bei den Hamburg Freezers aus der Deutschen Eishockey Liga (DEL), wo er ebenfalls offensiv spielte und viertbester Verteidiger der Liga wurde. Ab dem Beginn der Saison 08/09 stand der Kanadier für die Iserlohn Roosters auf dem Eis, wo er einen Zweijahresvertrag unterschrieb. In seiner ersten Saison im Sauerland wurde er punktbester Verteidiger der Roosters, konnte sich mit ihnen allerdings nicht für die Playoffs qualifizieren. Ein Jahr später bildete er mit Mark Ardelan, mit dem er bereits von 2005 bis 2007 in der AHL gespielt hatte, das erste Verteidigerpaar der Iserlohner. Zusätzlich waren beide die offensivstärksten Verteidiger der Roosters. Auch in der defensiven Arbeit konnten sie überzeugen, in der ersten Saisonhälfte kassierten nur vier Mannschaften weniger Gegentore. Im weiteren Verlauf der Spielzeit ließ die Leistung des Teams aber nach, sodass erneut nur der elfte Platz erreicht wurde. Wilford hingegen avancierte zum punktbesten Verteidiger der Liga und stellte einen neuen Vereinsrekord auf, als er in zehn Spielen in Folge mindestens einen Assist gab. Nach dem Saisonende gaben die Roosters den Abgang des Kanadiers bekannt. Im September 2010 unterzeichnete der Kanadier einen Vertrag beim SHC Fassa aus der italienischen Serie A1.
Nach der Saison 2010/11 beendete Wilford seine Spielerkarriere und wurde im Juli 2011 gemeinsam mit Brad Lauer zum Assistenztrainer bei der Syracuse Crunch ernannt. Nachdem die Anaheim Ducks im Juni 2012 eine mehrjährige Kooperation mit den Norfolk Admirals abgeschlossen hatten, wurde Wilford bei deren AHL-Farmteam als Assistenztrainer weiterbeschäftigt. In gleicher Funktion war er in der Folge auch für das neue Farmteam tätig, die San Diego Gulls, bevor er im Mai 2018 zum neuen Assistenztrainer der Anaheim Ducks befördert wurde. Nach drei Jahren in Anaheim wechselte er im Juli 2021 in gleicher Funktion zu den Buffalo Sabres.

## Erfolge und Auszeichnungen
- 1997 OHL Second All-Star Team
- 1997 J.-Ross-Robertson-Cup-Gewinn mit den Oshawa Generals

## Karrierestatistik
(Legende zur Spielerstatistik: Sp oder GP = absolvierte Spiele; T oder G = erzielte Tore; V oder A = erzielte Assists; Pkt oder Pts = erzielte Scorerpunkte; SM oder PIM = erhaltene Strafminuten; +/− = Plus/Minus-Bilanz; PP = erzielte Überzahltore; SH = erzielte Unterzahltore; GW = erzielte Siegtore; 1 Play-downs/Relegation; Kursiv: Statistik nicht vollständig)